# Pascal Simpson
Pascal Simpson (Lomé, 4 mei 1971) is een voormalig Zweeds voetballer die speelde als aanvaller. Hij werd geboren in het West-Afrikaanse land Togo als zoon van een Togolese moeder en een Duitse vader. In 1991 verkreeg hij de Zweedse nationaliteit. Simpson beëindigde zijn loopbaan in 2002 bij Halmstads BK. Na zijn actieve loopbaan stapte hij het trainersvak in.

## Interlandcarrière
Onder leiding van bondscoach Tommy Svensson maakte Simpson, bijgenaamd Pagge, zijn debuut voor Zweden op 9 februari 1997 in de vriendschappelijke wedstrijd tegen Roemenië (2-0), net als Joakim Persson (Atalanta Bergamo), Rob Steiner (IFK Norrköping), Jozo Matovac (Örgryte IS), Magnus Hedman (AIK Solna), Daniel Tjernström (Örebro SK) en Marino Rahmberg (Derby County FC).
Simpson vertegenwoordigde zijn tweede vaderland bij de Olympische Spelen van 1992 in Barcelona, waar de ploeg onder leiding van bondscoach Nisse Andersson in de kwartfinales werd uitgeschakeld door Australië (1-2).

## Erelijst
AIK
- Zweeds landskampioen

1992
- Zweedse beker

1996, 1997
 FC Kopenhagen
- Deens landskampioen

2001